# 오카 아사지로

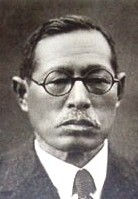

오카 아사지로(일본어: 丘 浅次郎: 1868년 12월 31일(명치 원년 11월 18일)-1944년(소화 19년) 5월 2일)는 일본의 동물학자다. 고등사범학교 교수를 역임했다.
도토미국 카케츠카(오늘날의 시즈오카현 이와타시 카케츠카) 출신. 부친이 오사카 조폐국에 근무했기 때문에 소년기를 오사카 시내에서 보냈다. 오사카영어학교에 입학, 발군의 성적을 거두고 구제 제1고의 전신인 동경대학 예비문에 입학했다. 하지만 역사 과목만 성적이 극단적으로 나빠 2년 연속 낙제하고 퇴학 처분을 받았다. 때문에 대학 정규과정 입학자격이 없어서 1886년 제국대학 이과대학 동물학과 선과로 입학했다. 1891년부터 3년간 독일 유학을 떠나 프라이부르크 대학교에서 아우구스트 바이스만을, 라이프치히 대학교에서 카를 로이카르트에게 사사받았다. 귀국한 이듬해 1895년 야마구치고등학교 교수, 그 2년 후인 1897년 고등사범학교 교수로 임명되었고, 1929년 정년퇴직해 동경문리과대학 비상근강사로 근무했다.
거머리, 멍게 등의 분류・발생을 연구했고, 한천이끼벌레(Asajirella gelatinosa) 등을 신종으로서 기재했다.  또한 진화론 계몽활동에 공헌하여 1904년 일본 최초의 진화생물학 대중서인 『진화론 강화(講話)』를 저술했다. 그 외에도 『생물학 강화』, 『최신유전학』 등 구제중학교 수준의 생물학 교과서를 많이 집필해 저작집이 전 5권이 있다. 1925년 제국학사원 회원, 일본동물학회 회장이 되었다.
동경문리과대학의 후신 중 하나인 츠쿠바대학의 생물표본실에는 오카가 연구한 멍게류의 모식표본 20여점이 소장되어 있다.
오카는 국제보조어에도 관심이 많아, 볼라퓌크를 공부한 뒤 1889년 라틴어 등 유럽 제어를 바탕으로 질렌고라는 인공어를 고안했다. 이후 독일 유학 중이던 1891년 에스페란토를 알게 되어 일본인 최초의 에스페란티스토가 되었다. 1906년에는 구로이타 가쓰미 등과 함께 일본에스페란토협회(오늘날의 일본에스페란토학회의 전신)을 설립했다.
아내 츠키(ツキ)는 이와무라 미치토시의 3녀다. 슬하의 장녀 히사(ひさ)는 사사키 노부츠나의 차남 후미츠나(文綱)와 결혼했다. 3남 오카 히데미치도 동물학자로, 부자가 모두 일본동물학회 회장을 지냈다. 4남 마사미치는 요코하마 정금은행에서 근무했고 안도 코우의 딸 아츠코(淳子)와 결혼했다.